# Alojzy Sitko
Alojzy Antoni Sitko (ur. 5 lipca 1911 w Bottrop w Niemczech – zm. 23 listopada 1989 w Wodzisławiu Śląskim) – polski piłkarz i trener piłki nożnej.
Karierę piłkarską rozpoczynał w rodzinnym Wodzisławiu Śląskim. Jako piłkarz grał na pozycji obrońcy; występował w Odrze Wodzisław, Kalwariance, Olszy Kraków i Wiśle Kraków (1936–1938 zaliczył trzy sezony w ekstraklasie). W 1936 znalazł się w szerokiej kadrze (22 piłkarzy) na igrzyska olimpijskie w Berlinie, ale ostatecznie nie pojechał na turniej. Po wojnie kontynuował karierę zawodniczą do 1947 w barwach Piasta Cieszyn.
Z zawodu urzędnik, po zakończeniu występów na boisku piłkarskich pracował jako trener. W 1956 był asystentem Ryszarda Koncewicza w dwóch meczach reprezentacji narodowej (z Węgrami i NRD). Analogiczną rolę pełnił przy trenerze Tadeuszu Forysiu w czasie meczu z Bułgarią 26 sierpnia 1956 we Wrocławiu; wchodził jednocześnie w skład tzw. komisji selekcyjnej (obok Artura Woźniaka i Alfreda Nowakowskiego) na ten mecz. Ponadto pracował z kadrą B Polski.
W 1960 uzyskał dyplom trenera I klasy. Pracował z kilkoma klubami polskimi, wprowadził do ekstraklasy Górnik Radlin (1958), Stal Sosnowiec (obecnie Zagłębie 1960) i Zagłębie Wałbrzych (1968), a do I ligi – Zagłębie Wałbrzych (1964) i Zagłębie Lubin (1975). W sezonie 1970/1971 poprowadził Zagłębie Wałbrzych do brązowego medalu Mistrzostw Polski (III miejsca w lidze polskiej).